# Енџиниринг Дивижн PW-1
Енџиниринг Дивижн PW-1 (енгл. Engineering Division PW-1) је амерички ловачки авион. Први лет авиона је извршен 1921. године. 

Највећа брзина у хоризонталном лету је износила 235 km/h. Размах крила је био 9,75 метара а дужина 6,86 метара. Маса празног авиона је износила 938 килограма, а нормална полетна маса 1363 kg. Био је наоружан са два предња митраљеза.

## Наоружање
| Наоружање авиона: Енџиниринг Дивижн |   |
| Ватрено (стрељачко) наоружање       |   |
| Топ                                 |   |
| Митраљез                            |   |
| Број и ознака митраљеза             | 2 |
| Бомбардерско наоружање (бомбе)      |   |
| Ракетно наоружање (ракете)          |   |